# Sõõrike
Sõõrike – wieś w Estonii, w prowincji Parnawa, w gminie Halinga.